# Tetragnatha paludicola
Tetragnatha paludicola là một loài nhện trong họ Tetragnathidae.
Loài này thuộc chi Tetragnatha. Tetragnatha paludicola được miêu tả năm 1992 bởi Gillespie.